# 赫爾坎國家公園
38°37′50″N 48°42′42″E / 38.63056°N 48.71167°E

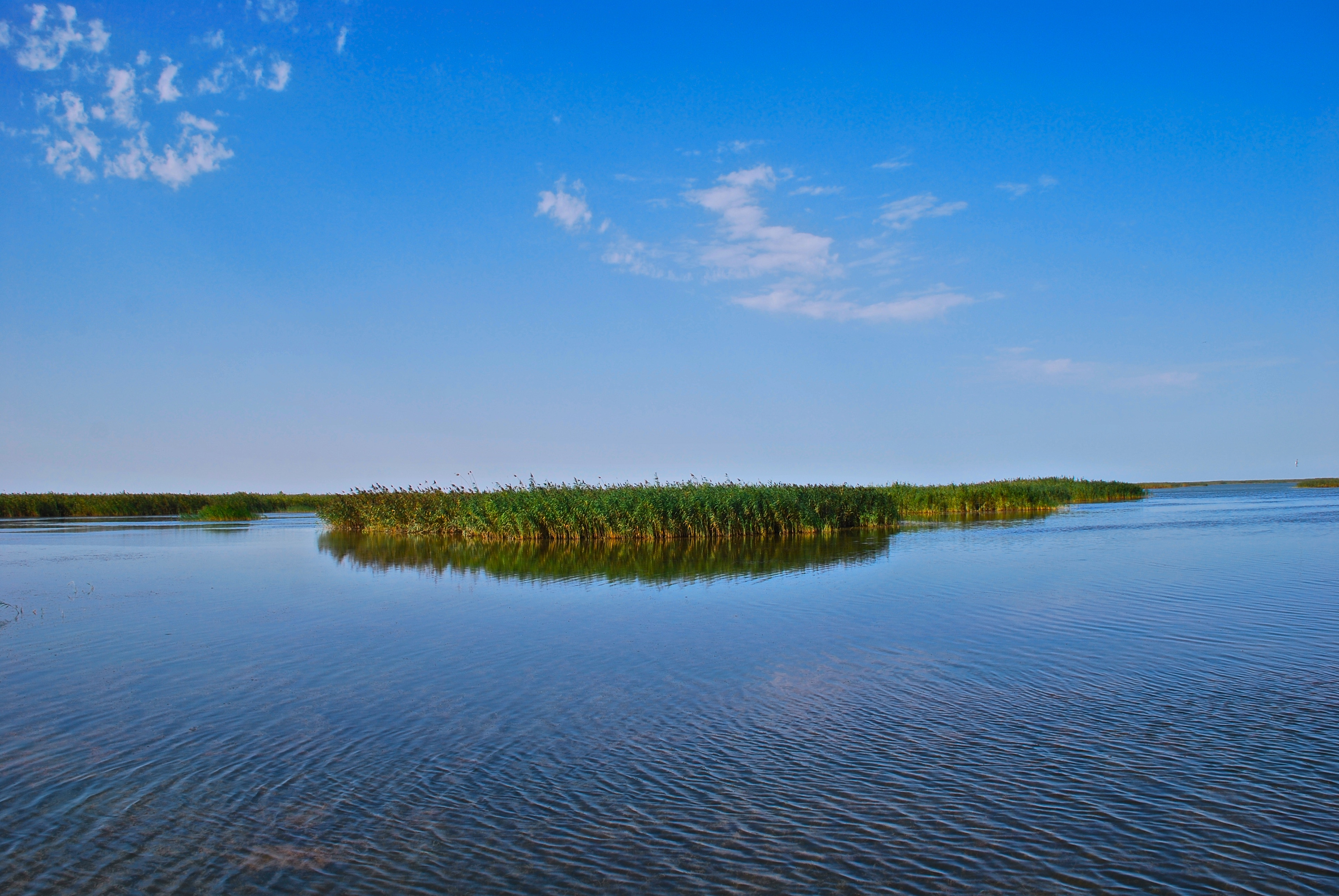

赫爾坎國家公園是阿塞拜疆的國家公園，位於該國東南部連科蘭區和阿斯塔拉區，覆蓋連科蘭低地和塔雷什山脈，成立於2004年2月9日，面積404平方公里。